# Bancsiang
Bancsiang (thaiul írva: บ้าน เชียง, angol átírással: Ban Chiang) falu Thaiföld ÉK-i részén. Az itt található régészeti lelőhely 1992 óta az UNESCO kulturális világörökség része.
Északkelet-Thaiföldnek ez a területe a világ egyik első bronzkészítő központja volt. A lelőhely felfedezése előtt a régészek úgy vélték, hogy Délkelet-Ázsiának ezen a részén nem volt civilizáció a történelmi korok előtt. A leletek azonban megmutatták, hogy az itteni őslakos népek magas technikai tudással rendelkeztek az ókori egyiptomi királyságok kialakulásának idejében. Ma úgy vélik, hogy itt volt a történelem első bronzkori civilizációja. A lelőhelyet véletlenül fedezte fel 1966-ban egy amerikai szociológus, aki megbotlott néhány maradványban. 
Az itt talált dárdahegyek i. e. 3600 körüliek, míg a kifinomult ízlésről tanúskodó kerámiákat az i. e. 3000 és i. sz. 500 között készítették. Ma ezeket a tárgyakat gyűrűk, karkötők és más tárgyak társaságában a bancsiangi Nemzeti Múzeum kiállításán lehet megtekinteni. A múzeumtól mintegy 2 km-es sétával lehet elérni a nagy, fából készült boltépületek szegélyezte úton a Wat Pho Si Nai két fedett ásatási helyét. Itt a kiállítás fő anyagát a sírokból feltárt csontvázmaradványok és azok a kerámiák képezik, amelyeket kultikus célokból a sírokba helyeztek a temetkezéskor. A temetkezési helyeken ékszereket, szerszámokat és fegyvereket is találtak. 

## Galéria

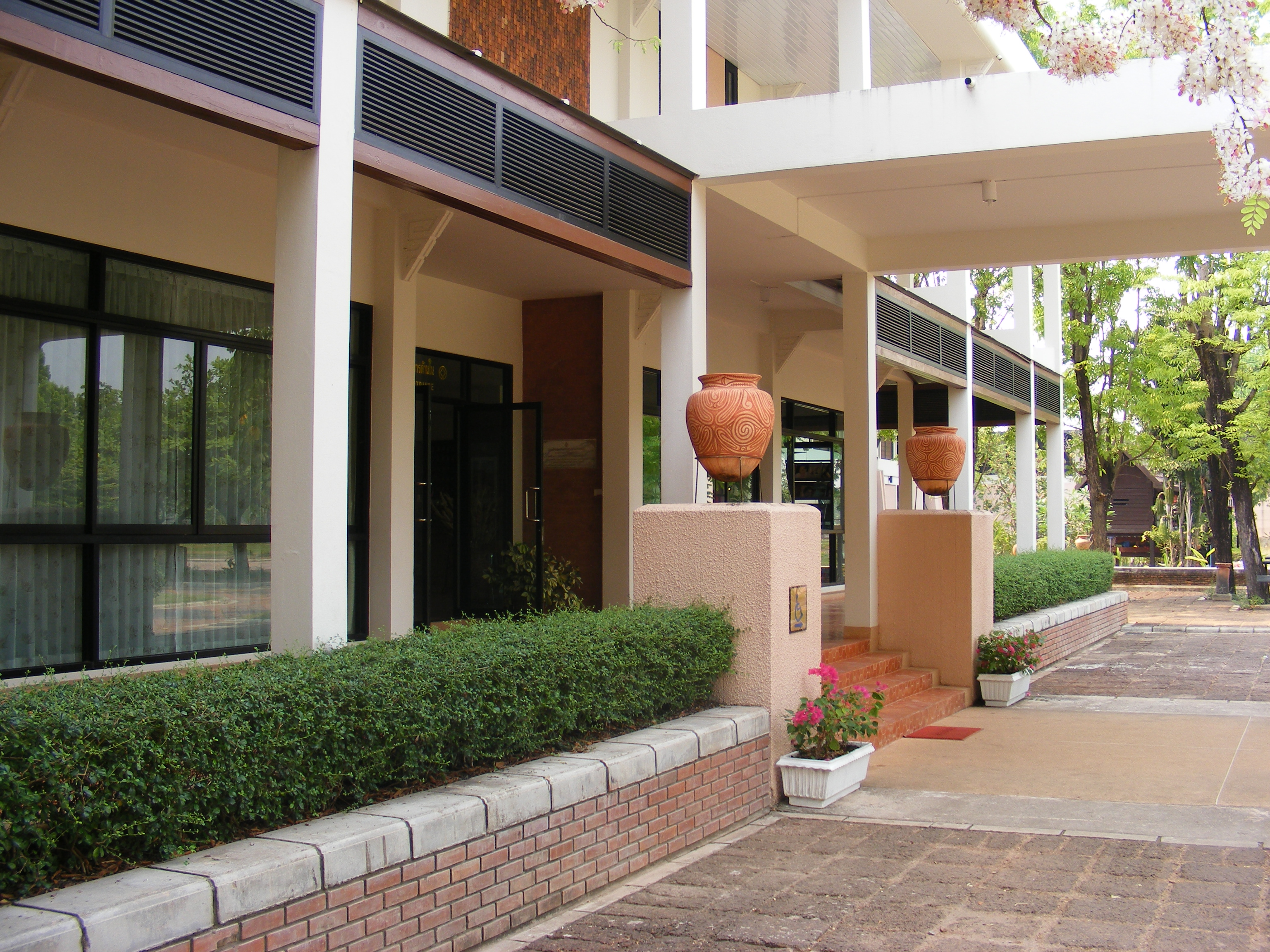
A bancsiangi Nemzeti Múzeum bejárata
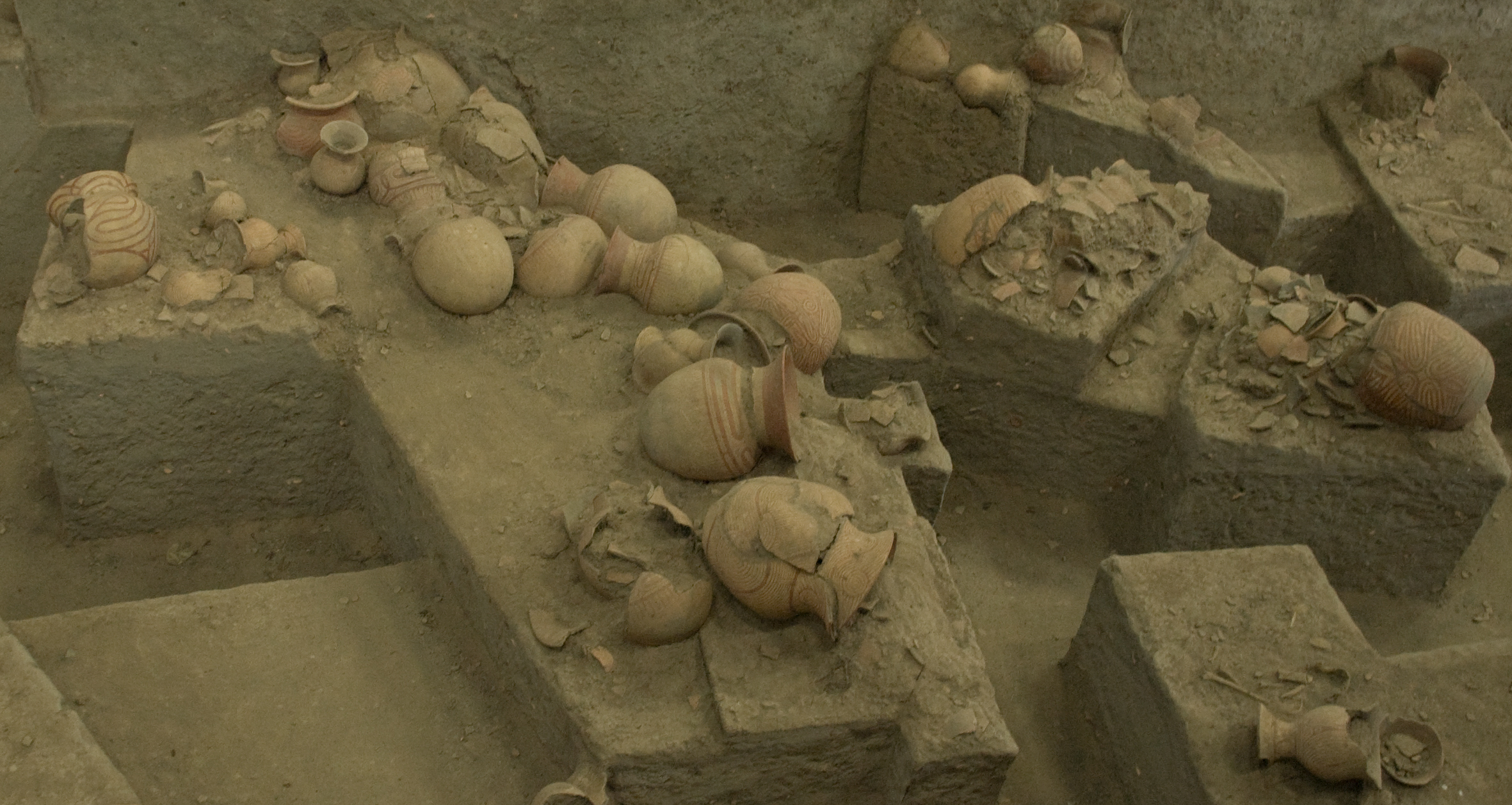
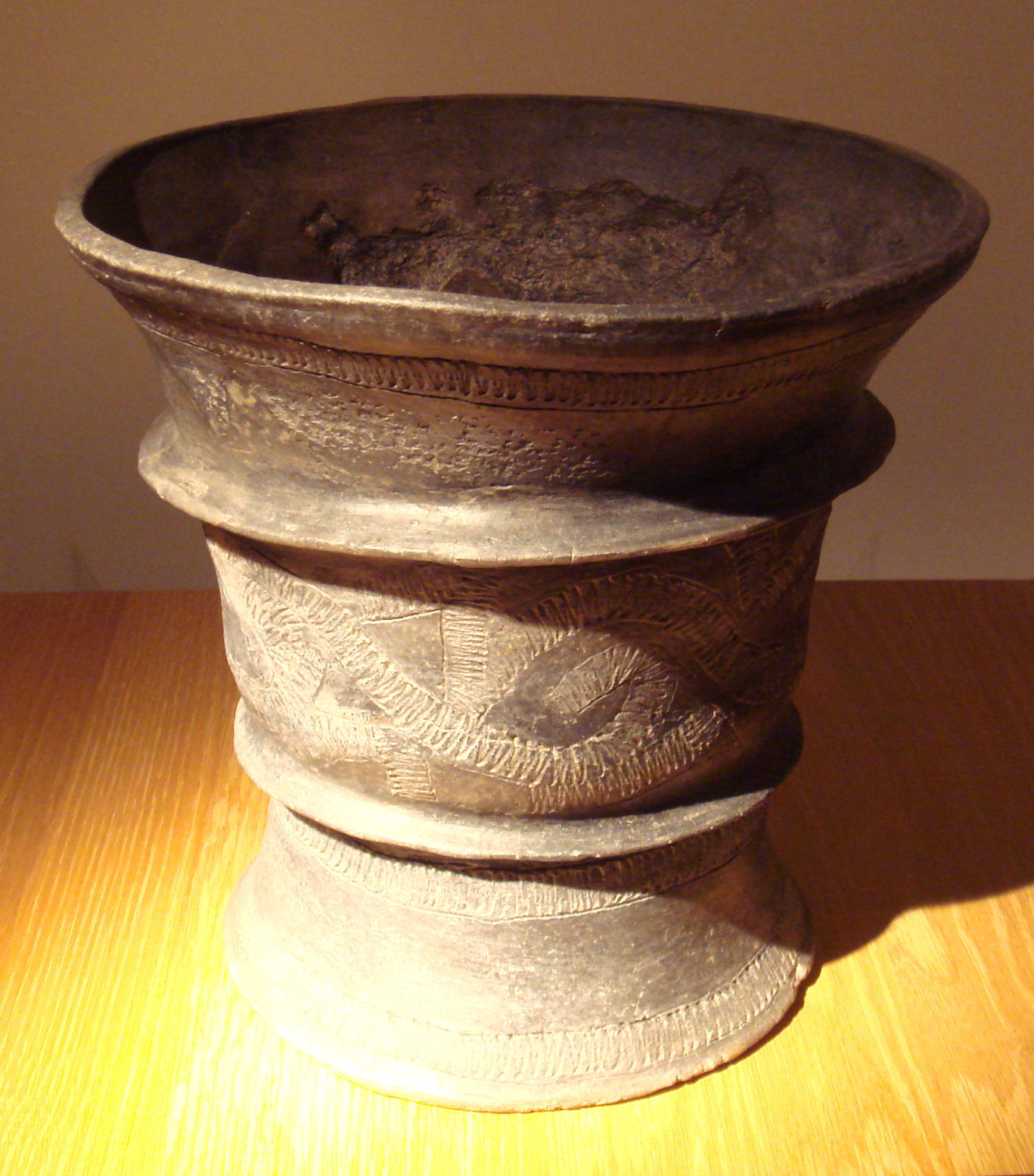
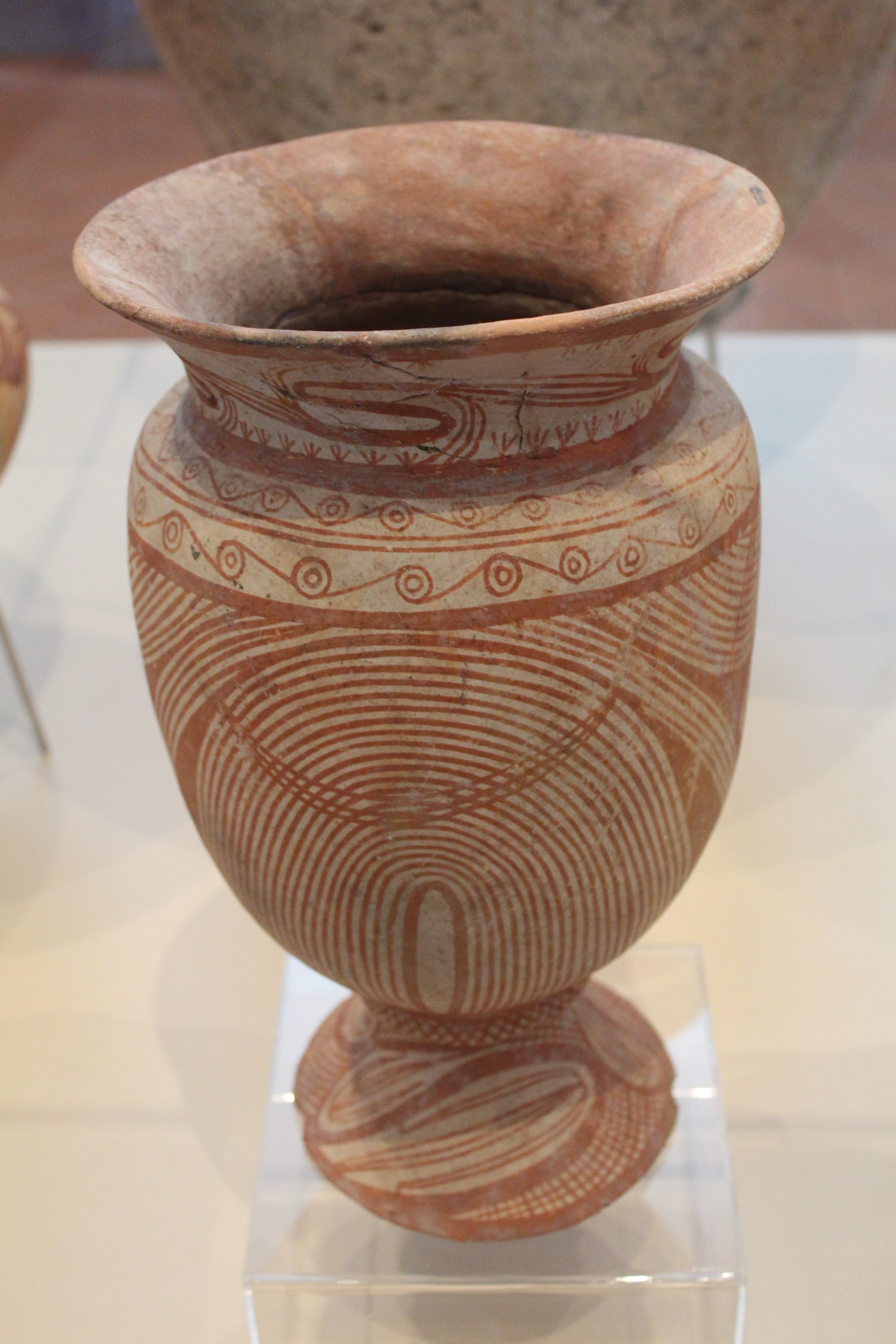
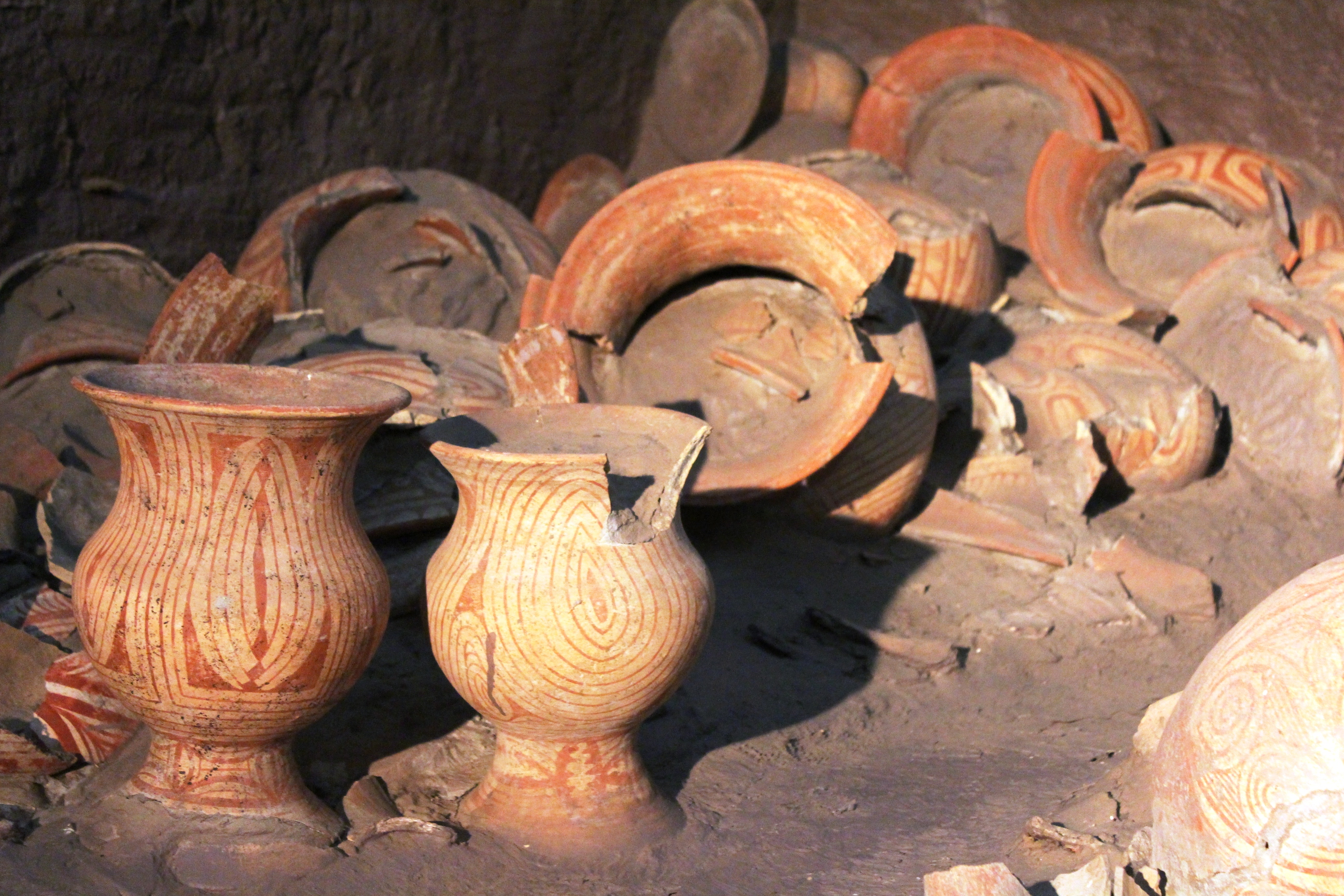
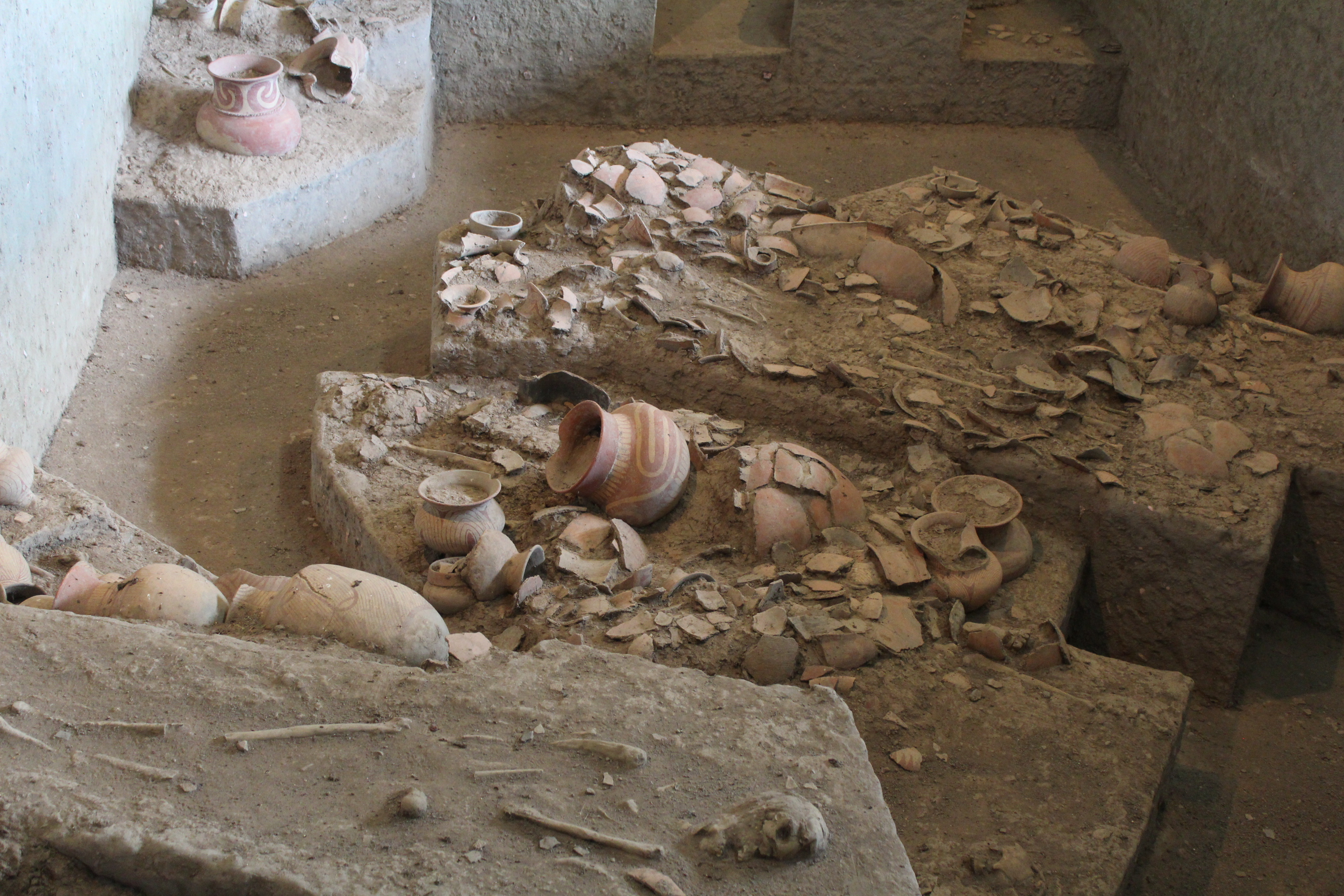
Feltárt kerámiák a Wat Pho Si Nai ásatási helyén

## Fordítás
- Ez a szócikk részben vagy egészben  a   Ban Chiang című angol Wikipédia-szócikk fordításán alapul.  Az eredeti cikk szerkesztőit annak laptörténete sorolja fel. Ez a jelzés csupán a megfogalmazás eredetét és a szerzői jogokat jelzi, nem szolgál a cikkben szereplő információk forrásmegjelöléseként.